# Drosophila craddockae
Drosophila craddockae este o specie de muște din genul Drosophila, familia Drosophilidae, descrisă de Kaneshiro și Kambysellis în anul 1999. Conform Catalogue of Life specia Drosophila craddockae nu are subspecii cunoscute.